# Rio Cavnic
O Rio Cavnic é um rio da Romênia, afluente do Lăpuş, localizado no distrito de Maramureş.